# Krupówka (szczyt)
Krupówka (1045 m) – mało wybitny szczyt w głównym grzbiecie Pasma Policy, które w regionalizacji fizycznogeograficznej Polski według Jerzego Kondrackiego zaliczane jest do Beskidu Żywieckiego, w nowszej regionalizacji z 2018 roku do Beskidu Żywiecko-Orawskiego. Znajduje się pomiędzy szczytami Urwanica (1117 m) i Soska (1063 m). Szczyt Krupówki porośnięty jest lasem, górna część stoków była dawniej w dużym stopniu bezleśna, zajęta przez pasterskie hale. Od dawna nieużytkowane stopniowo zarastają jednak lasem.
Przez Krupówkę biegnie granica między miejscowością Skawica (stok północny) i Sidzina (stok południowy), obydwie w województwie małopolskim, powiecie suskim.

## Szlak turystyczny
Przez Krupówkę prowadzi znakowany szlak turystyczny. Jest to odcinek Głównego Szlaku Beskidzkiego. Omija wierzchołek po jego północnej stronie.
 Jordanów – Bystra Podhalańska – Drobny Wierch – Judaszka – przełęcz Malinowe – Naroże – Soska – Krupówka – Urwanica – Okrąglica – Kucałowa Przełęcz. Suma podejść 830 m, suma zejść 170 m, czas przejścia 5 godz., z powrotem 4 godz. 15 min.